# Phumosia consors
Phumosia consors este o specie de muște din genul Phumosia, familia Calliphoridae. A fost descrisă pentru prima dată de Villeneuve în anul 1916. Conform Catalogue of Life specia Phumosia consors nu are subspecii cunoscute.